# Колядюк Георгій Валентинович
Гео́ргій Валенти́нович Колядюк (нар. 3 березня 1954, Орджонікідзе, Дніпропетровська область, УРСР, СРСР) — колишній український футболіст, що грав на позиції нападника.

## Біографія
У 1973 році молодого гравця запросили в донецький «Шахтар». Він був зарахований в дубль і зіграв пару ігор, але після цього отримав повістку в армію. Відслуживши два роки повернувся розтренованим, але нападника запросили в нікопольський «Колос», за який він почав виступати наприкінці 1975 року. Того сезону команда перемогла в чемпіонаті УРСР серед колективів фізичної культури і здобула путівку до другої ліги. 1977 року перейшов до «Металурга», але за півтора сезони так і не став повноцінним гравцем основи запорізького клубу, і повернувся до Нікополя.
1979 року його стара-нова команда перемогла в чемпіонаті УРСР і здобула путівку до першої ліги. Колядюк став другим за результативністю гравцем команди (хоч і провів менше 50 відсотків лігових матчів), а на один м'яч більше забив Ігор Надеїн.
З першого ж сезону «Колос» став одним з лідерів першої ліги. У перших двох турнірах команда посідала п'яте місце.
У 1981 році головний тренер «Колоса» Володимир Ємець був відправлений у Дніпропетровськ, щоб очолити головну команду області — «Дніпро». Він пропонував туди перейти і Колядюку, але той відмовився.
У 1982 році «Колосу» забракло двох очок для переходу до вищої лиги. Того сезону Георгій Колядюк став найкращим бомбардиром першості — 26 забитих м'ячів. Його тоді кликали в московське «Торпедо». Однак 28-річний нападник вирішив, що він старуватий для таких різких змін. І в наступних сезонах нікопольський клуб лише одного разу залишився поза межами першої десятки, а Колядюк продовжував вражати ворота суперників.
Рекордсмен команди за кількістю проведених матчів і забитих м'ячів у першій лізі — відповідно 284 і 98. З врахуванням трьох голів за запорізький «Металург» посідає десяте місце серед найвлучніших гравців першої ліги. Більшу частину м'ячів забивав ударами головою. Єдиний футболіст нікопольського клубу, який отримав у його складі звання майстра спорту СРСР.
1987 року завершив виступи у складі полтавської «Ворскли», яка в попередньому сезоні виграла чемпіонат України серед колективів фізичної культури і намагалася закріпитися серед команд майстрів української зони другої ліги.
Потім нападник пограв пару сезонів в рідному Орджонікідзе і повернувся в Нікополь. Там він тренував хлопчиків, працював у магазині, а потім влаштувався у цех на завод феролсплавів. Пізніше пішов на пенсію.
У 2013 році у Нікополі відкрили міську Дошку Пошани, де є ім'я і Георгія Колядюка.
У 2014 році в спортклубі «Електрометалург» Нікопольського заводу феросплавів святково відзначили 60-річний ювілей Георгія Колядюка. Апогеєм цього дійства став футбольний матч збірної заводу, складеної ювіляром, з командою його рідного цеху. Після цього генеральний директор заводу Володимир Куцин подарував Колядюку іменний пам'ятний годинник.
Колядюк грав в матчах ветеранів, доклав багато зусиль для того, щоб меморіал Сергія Кирієнка став регулярним турніром. Зараз робить все, що в його силах для підтримки футболу в Нікополі.

## Статистика виступів
| Сезон | Команда    | Ліга | Ігри | Голи |
| ----- | ---------- | ---- | ---- | ---- |
| 1976  | «Колос»    | D3   | 36   | 4    |
| 1977  | «Колос»    | D3   | 19   | 5    |
| 1977  | «Металург» | D2   | 18   | 2    |
| 1978  | «Металург» | D2   | 20   | 1    |
| 1979  | «Колос»    | D3   | 21   | 11   |
| 1980  | «Колос»    | D2   | 43   | 12   |
| 1981  | «Колос»    | D2   | 40   | 11   |
| 1982  | «Колос»    | D2   | 42   | 26   |
| 1983  | «Колос»    | D2   | 39   | 17   |
| 1984  | «Колос»    | D2   | 38   | 7    |
| 1985  | «Колос»    | D2   | 39   | 18   |
| 1986  | «Колос»    | D2   | 40   | 7    |
| 1987  | «Колос»    | D2   | 3    | 0    |
| 1987  | «Ворскла»  | D3   | 15   | 2    |